# Bernská úmluva o ochraně literárních a uměleckých děl

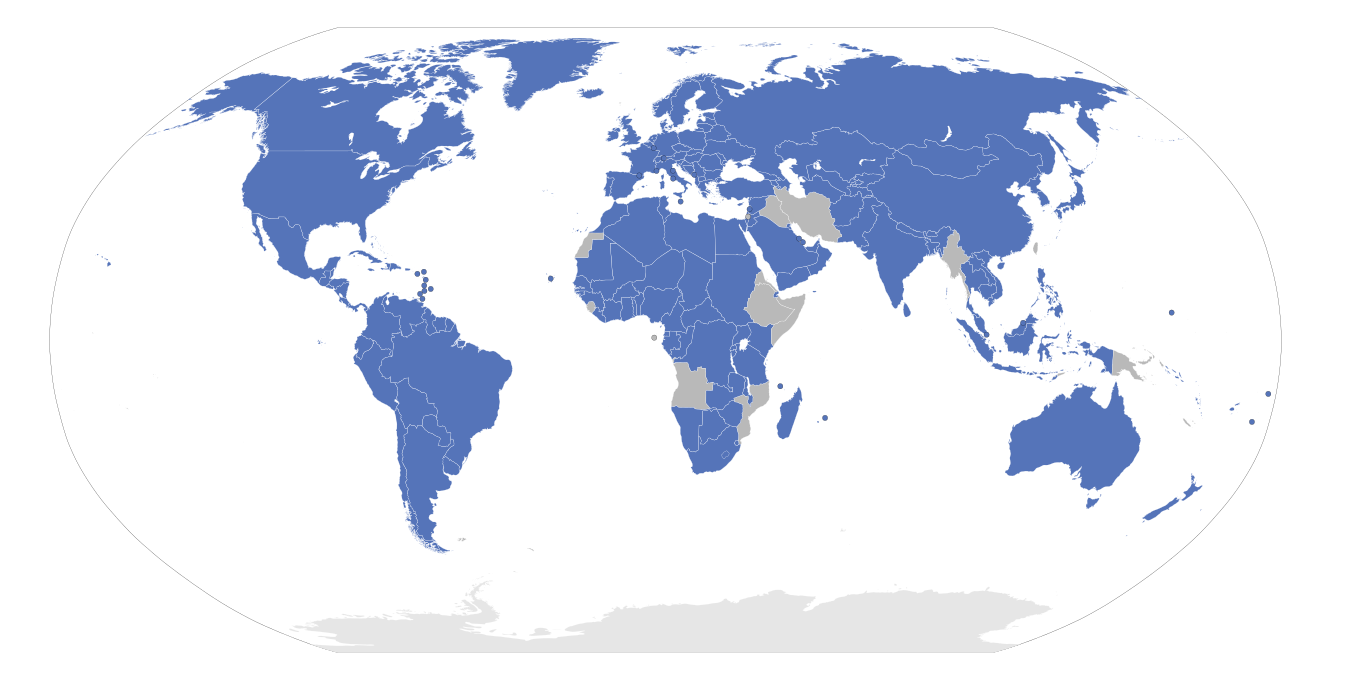
Státy, které přijaly Bernskou úmluvu

Bernská úmluva o ochraně literárních a uměleckých děl je mezinárodní smlouva uzavřená roku 1886 ve švýcarském Bernu, která zajistila mezinárodní význam autorských práv. Před uzavřením této úmluvy běžně státy neuznávaly autorská práva cizích státních příslušníků, tato dohoda zajistila jednotný minimální základ pro ochranu těchto práv ve všech státech, které úmluvu podepsaly.
Bernská úmluva byla mnohokrát doplněna a upravena: 1908 (Berlín), 1928 (Řím), 1948 (Brusel), 1967 (Stockholm) a 1971 (Paříž). Od roku 1967 se její správou zabývá Světová organizace duševního vlastnictví (WIPO).

## Obsah
Podle Bernské úmluvy musí být copyright automatický; je zakázáno vyžadovat formální registraci díla.